# 方位盤
方位盤（英語: Director）は、艦砲射撃に用いられるセンサおよび射撃計算機の一種。目標の距離や方位、移動速度や方向などを正確に把握し、それを元に目標の未来位置を予測して、艦砲に与えるための方位と射角を算出・伝達するための装置である。システム化の進展とともに射撃指揮システム（FCS）に取り込まれたが、射撃の際に目標の捕捉・照準に使用する機材の名称として残っている。

## 測距儀の導入と方位盤の挫折
海戦では、艦の動揺が避けられないこともあり、艦砲を厳密に照準するよりは敵に近接することを重視する時代が長く続いた。その後、19世紀初頭より、艦船における砲射撃のための初めての道具として、タンジェント照準器（Tangent Sight）が導入され、砲に適切な方位角・俯仰角を設定して射撃することが重視されるようになった。ライフル砲の登場で弾道誤差が減少したこともあり、19世紀を通じて、照準器の改良が重ねられていった。
そして射距離の延伸とともに、適切な俯仰角を設定するために目標距離を把握する必要が生じた。様々な施策が試みられたのち、1891年、イギリス海軍本部は、海軍用測距儀の懸賞募集を行なった。翌年にはアーチバルド・バーとウィリアム・ストラウドの案が採択された。これは単眼正分像合致式を採用しており、距離プリズムを移動させて上下の正立分像を一致させて距離を求めるものであった。またこのとき、アメリカ海軍のフィスク大尉はホイートストンブリッジの原理を応用して、ある程度離して配置した2つの望遠鏡の方向角の差を用いた測距器を提案しており、イギリス海軍では採択されなかったものの、測距儀が破壊された場合の予備として、大日本帝国海軍で採用された。
このように射撃精度の向上が図られたものの、複数門搭載されている各砲の照準・発射は独立に行われており、艦としての統一性はなかった。また砲は主として甲板上のように低い位置に設置されていたため、艦の動揺や波浪、また砲自身の硝煙などにしばしば視界を妨げられ、安定した照準が得られないことも多かった。
このことから、19世紀後半には、砲側の照準器とは別に、砲煙にあまり妨害されない高所に照準器を配することが試みられた。これが方位盤の萌芽であり、当初は照星と照門からなる肉眼照準器を、方位を示す角度盤に取り付けた装置であり、これで目標を照準することで得られた旋回角・俯仰角を砲の管制に使用するというものであった。ただし当初は機器の信頼性や信号伝送などの課題を解決できず、用兵側からの評価は低かった。戦艦の防御力の強化とともに、砲塔や砲郭は孤立化し、発砲諸元の伝達応答等が困難になったこともあり、個々の砲台で最善を尽くす独立打ち方の系列が支配的になった。

## 方位盤射撃の再導入
その後、砲戦距離の増大と艦内通信手段の整備を背景として、20世紀初頭より、再び方位盤射撃が脚光を浴びるようになった。その唱導者となったのがイギリス海軍のパーシー・スコット大佐 (Percy Scott) で、電気を利用した方位盤射撃法について構想を練っており、1907年に海峡艦隊の巡洋艦戦隊司令官になると、その構想による方位盤射撃システムを旗艦に仮装備した。
これは舷側の副砲のためのもので、高倍率の主望遠鏡を備えた方位盤を前檣に配置し、望遠鏡と各砲の水平軸を整合し、更に潜差（双方の高低差）の補正を施し、旋回角度の目盛りを一致させた。檣楼と各砲の間には、俯仰命令伝達用としてスコット大佐が考案した電気式距離発信器、苗頭伝達用としてテレグラフ、また砲側で命令が実行されたことを報告する電気通信表示装置などの回線が設けられた。また方位盤側に引き金を設け、これによって全砲を同時に発射する発砲電路も設置された。ただし方位盤で管制されたのは仰角のみであり、方位角については、各砲塔の旋回手が目標を追尾し続ける必要があった。
まもなく、スコット大佐の試作機より複雑・精密な装置がヴィッカース社によって製造され、何隻かの戦艦に試験装備された。独立打ち方に馴染んだ士官たちからは強い反発を受けたものの、1912年11月、方位盤装備済みのオライオン級戦艦「サンダラー」による一斉打ち方と、艦隊中で射撃成績最優秀の同級艦「オライオン」による独立打ち方との比較試験で、命中弾6対1の比率で一斉打ち方が勝利を収めたことで、優秀性が実証された。翌年さらに試験を行ったのち、「ドレッドノート」以降の戦艦・巡洋戦艦への方位盤装備が決定された。第一次世界大戦勃発までに主力艦8隻の主砲用としては装備が完了しており、また1916年のユトランド沖海戦までには、突貫工事ですべての主力艦に行き渡った。
これらのイギリス海軍主力艦に搭載されたシステムでは、前部三脚檣の直上部に主方位盤、また前部上構の装甲塔内と砲塔群のうち後側の砲塔内にも1基ずつと、計3基の方位盤が設置された。主方位盤より一段上の檣楼に射撃指揮官の指揮所が設けられ、ここに弾着観測鏡、弾着時計、変距率盤、距離時計、測距受信器、各種発信器などが備えられた。また射撃盤は防御甲板の下に設けられた発令所に配置された。ここには射撃指揮所からの通信系統や方位盤からの電線が導かれ、そして発令所の苗頭主発信器や射距離盤（Gun Range Counter）からの電線が各砲塔に分岐していった。
しかし他の海軍ではこれほどシステム化は進展しておらず、例えばドイツ帝国海軍では照準は各砲塔ごとに行っていた。またアメリカ海軍では、開戦時点では射撃盤・変距率盤・距離時計塔は採用していたものの、方位盤は採用しておらず、装備化は1916年となった。

## 自動化の進展とレーダーの導入
従来、方位盤照準は、艦の動揺が激しいと、目標が射手の視野から外れ、再捕捉するには非常な訓練と技量を必要とした。これに対し、1916年にジャイロスコープが動揺修正に応用されて、自動化への一歩を踏み出した。これは、望遠鏡にジャイロ制御のプリズムを挿入して、照準線を方位盤の動揺に関わらず固定するものであり、イギリス海軍では1918年までに艦隊の全艦に装備した。またアメリカ海軍では、垂直安定儀（Stable Vertical）に組み込んで、まず方位盤の照準望遠鏡に適用した。当初はジャイロの追従性が不十分で、動揺が大きくなると対応できなかったが、改良によって追従性が向上すると、砲の運動の自動化が試みられるようになった。
無条約時代になると、アメリカ海軍では、艦内のデータ通信にシンクロ電機を導入した。当初は指針を動作させるだけだったが、シンクロ管制変圧器とサーボ機構の組み合わせによって動力伝達が可能になり、アンプリダイン発電機の導入によって自動操縦が実現した。
1930年代にはレーダーの開発が進展しており、まず捜索用センサとして実用化されたが、方位盤においても、測距儀の補完ないし代替用として導入が図られることになった。イギリス海軍では1939年に戦艦「ネルソン」に284型レーダーの試作機を搭載、またアメリカ海軍でも1941年に重巡洋艦「ウィチタ」にFAレーダーを搭載した。

## 対空兵器の管制
戦間期には、防空という新しい任務が導入された。当初は対水上用と共通の方位盤が用いられていたが、後に専用機も開発された。水上目標よりも高速の航空機の位置（旋回角および俯仰角）を求めるには、手動で目標を追尾する方位盤は必須とされた。この方面ではアメリカ海軍が先行し、1922年よりシステム開発に着手、1927年には方位盤Mk.19を完成させた。本システムでは測距儀は別置き、射撃盤は組み込みとなっていたが、1930年代に入って開発されたMk.28では測距儀も組み込まれ、更にMk.33では動力駆動となった。これらのシステムは、初期推定した目標高度や速力を利用して未来位置の予測計算および弾道計算を行うという線速度式（linear rate system）を採用していた。
またこれとは別に、ジャイロスコープ内蔵の照準器Mk.14を中核として、これによって目標を手動光学追尾することで発生するジャイロスコープのプリセッション（首振り運動）から見越角（lead angle）を求める角速度式（lead computingまたはrelative rate system）のシステムも開発された。Mk.51では目標距離を推定して手動調定していたが、続くMk.52では照準器をMk.15に更新するとともにMk.26測距レーダーを装備した。またMk.63では、照準器での目視追尾が困難な場合、レーダーのみによる盲目射撃も可能となった。
そして1942年より開発されたMk.56では、レーダー技術やサーボ技術の集大成として、盲目射撃に加えて、レーダーによる自動追尾に対応した。照準方式は直視式、目標の運動は角速度で計測されているが、見越角計算では線速度に直して使用された。

## システム化の進展
このように、方位盤を含めて、射撃統制のための諸装置のシステム化が急激に進展したことから、射撃指揮システム（FCS）と称されるようになった。アメリカ海軍では、そのシステムで使用されている方位盤の制式名で呼称されることが多い。
1945年の春に、大日本帝国海軍の組織的戦力が壊滅したために、連合国軍艦の主任務が対艦射撃から対地射撃に移った。これにあわせて米艦のいくつかは対艦射撃用の射撃指揮装置を艦から降ろした。この時を境に世界的な対艦戦闘での射撃指揮法の新たな研究は終わりを迎えた。
一方、ジェット機の登場に伴って、経空脅威は多数の低速機から、比較的少数の高速機へと、その様相を変じていった。このような高速機に対しては、近接信管やレーダーFCSの支援を受けても、砲熕兵器では対処が困難であった。この情勢に応じて、新しい対空兵器として艦対空ミサイルが登場すると、これに対応するミサイルFCS（MFCS）は更に長距離・高精度を追求して、大規模なシステムとなった。しかしこのようなシステムでも、過去の名残りから、射撃の際に目標の捕捉・照準に使用する機材の名称として、「方位盤」が残っていることがある。例えば海上自衛隊の81式射撃指揮装置2型（FCS-2）でも、追尾レーダーなどを装備して、ミサイルの発射諸元及び発砲諸元を算出するために目標を捕捉・追尾する装置を「方位盤」と呼称している。